# Tysklands utrikesministerium

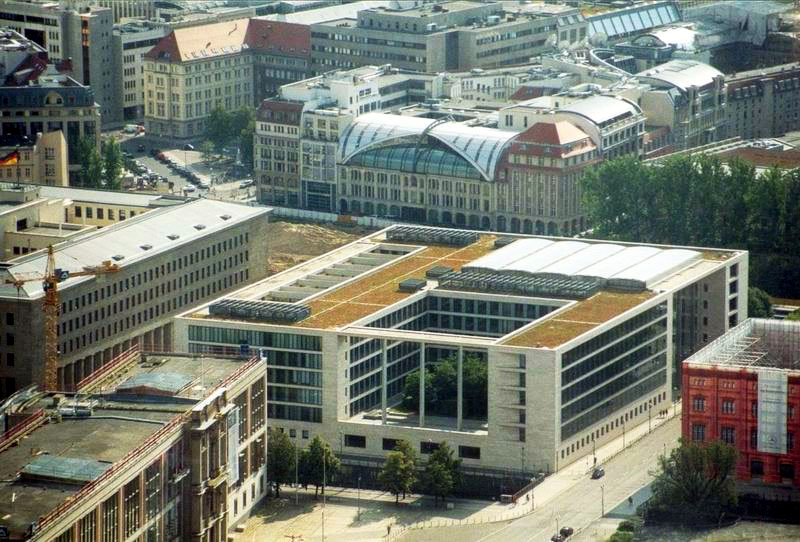
Auswärtiges Amt i Berlin. Till vänster den gamla delen (f.d. Reichsbank).

Tysklands utrikesministerium (tyska: Auswärtiges Amt, AA) ansvarar för Tysklands utrikespolitik och den tyska EU-politiken och leds av den tyska utrikesministern.  Ministeriets högkvarter ligger i stadsdelen Mitte i Berlin.

## Historik

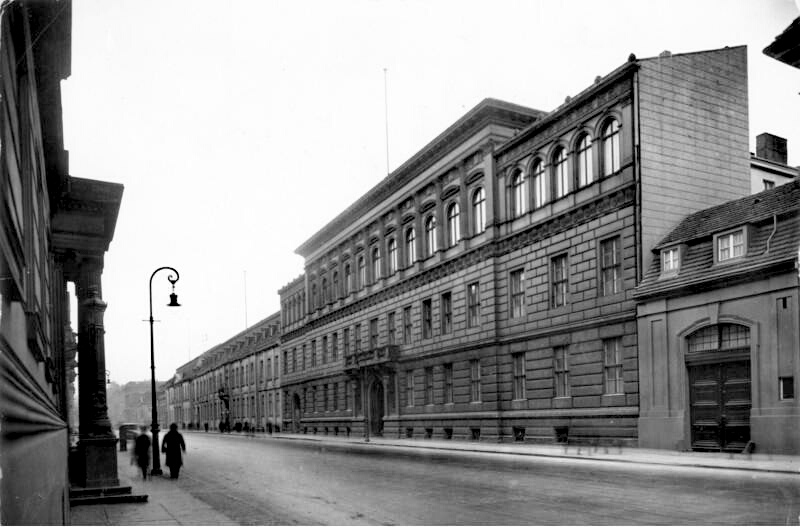
Auswärtiges Amt vid Wilhelmstraße 1927

Utrikesministeriet grundades 1870 som det Nordtyska förbundets utrikesförvaltning under ledning av en statssekreterare. Bakgrunden till namnet Auswärtiges Amt var att rikskanslern Otto von Bismarck inte ville lämna över utrikespolitiken till ett självständigt ministerium. Namnet Auswärtiges Amt finns kvar trots att det idag är ett ministerium som alla andra.
År 1871 blev Auswärtiges Amt Tyska rikets utrikesministerium men fortsatte att vara en angelägenhet för Bismarck som fortsatte som man startat i det Nordtyska förbundet. Wilhelmstrasse 76 var utrikesministeriets adress i Berlin. Trots att Tyskland var enat behöll de olika tyska staterna en stor självständighet och förde en egen utrikespolitik. Bismarck skulle forma Auswärtiges Amt till Tysklands mest ansedda ministerium och till centrum för utrikespolitiken.
Auswärtiges Amt kom sedermera att genom Kolonialamt att få ansvar för de kolonier som Tyskland hade fram till 1918.
I Weimarrepubliken fick utrikesministeriet status som ett ministerium och det leddes av en minister. 1919 skapades det ”nya” utrikesministeriet utifrån det som funnits i kejsarriket.  Man valde att behålla beteckningen Amt. Särskilt Gustav Stresemann kom att prägla Auswärtiges Amt och föra vidare den tradition som skapats av Bismarck.
Efter andra världskriget och Tysklands delning blev Auswärtiges Amt namnet på Västtysklands utrikesministerium från 1949. Dess verksamhet förlades till Bonn. I Östtyskland benämndes motsvarigheten Ministerium für Auswärtige Angelegenheiten (Ministeriet för utrikes angelägenheter).
Under efterkrigstiden fanns det i Västtyskland en föreställning om att medarbetarna på Auswärtiges Amt under nazitiden hade varit motståndare till nazistregimen och endast av pliktkänsla utfört sitt arbete, som förmodades ha varit opolitiskt. En internationell historikerkommission publicerade dock 2010 en rapport som visade att de tyska diplomaterna aktivt hade stött naziregimen och varit direkt involverade i Förintelsen.
I samband med Tysklands enande flyttade utrikesministeriet från Bonn till den nya huvudstaden Berlin 1999.

## Auswärtiges Amt idag

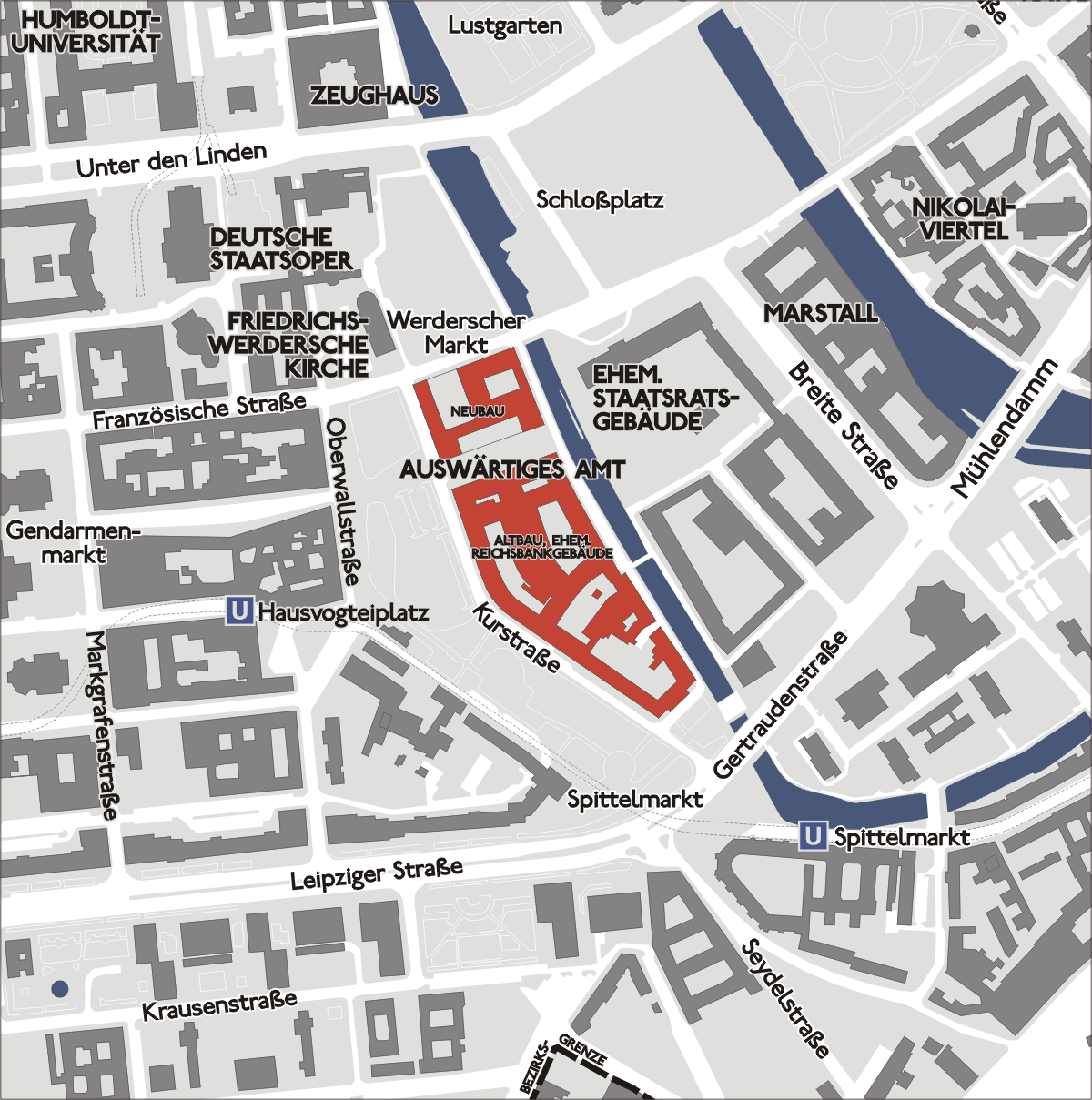
Auswärtiges Amts läge i Berlin.

Auswärtiges Amt har sitt huvudsäte i Berlins historiska centrum på Werderscher Markt i närheten av DDR:s tidigare utrikesministerium. Auswärtiges Amt har även fortfarande kvar verksamhet i den tidigare västtyska huvudstaden Bonn, där man har sitt andra säte.

## Organisation
Förutom ministeriet i Berlin finns ambassader och konsulat runt om i hela världen. Även Tysklandscentra och honorärkonsulat finns i flera länder.
I Sverige finns tyska ambassaden i Stockholm. Under åren 1973-1990 fanns även en östtysk ambassad i Stockholm. 

## Utrikesministrar
Se Tysklands utrikesministrar